# Tyska stallplan

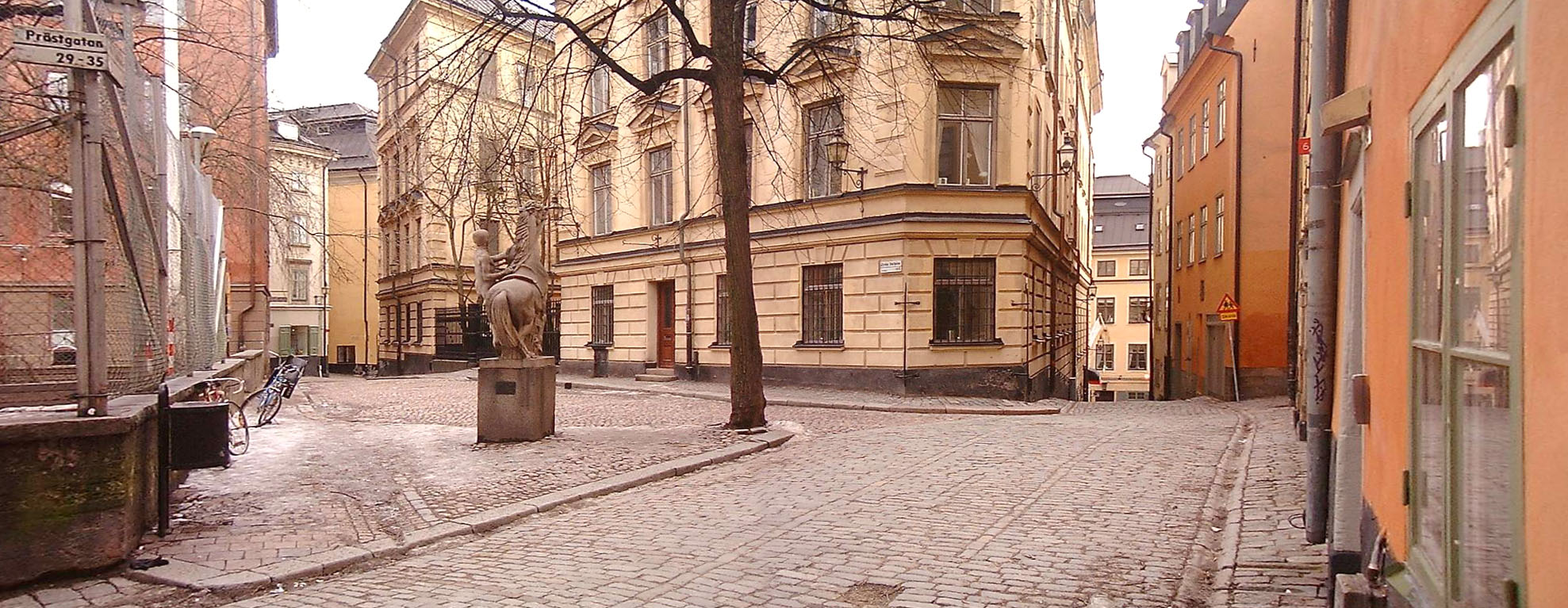
Tyska Stallplan.

Tyska stallplan är en gata och en plats i Gamla stan i Stockholm. Gatan går mellan Svartmangatan och Prästgatan. 
Namner härrör från flera stall som fanns invid platsen. Platsen kallades Stallplan 1820 och Stallplan äfven Tyska skolg[atan] 1844. I adresskalendern från 1870 används både Tyska stallplan och Tyska skolgatan.  I huset Tyska stallplan nr 2 öppnade 1937 Gamla stans bibliotek och stängde år 2013. Biblioteket hade bland annat en förnämlig Stockholmianasamling. Enligt Stockholms kulturnämnd var lokalerna svåra att hitta och inte heller anpassade för personer med funktionshinder.
På platsen står skulpturen Pojke bestigande häst i granit skapat av Ivar Johnsson från 1956.
Här föddes konstnären Carl Larsson, på Prästgatan 78 bv, Tyska Stallplan.